# Каровышень
Каровышень — остановочный железнодорожный пункт Гомельского отделения Белорусской железной дороги на линии Чернигов—Новобелицкая, расположенный между посёлком Каравышень и деревней Климовка.

## История
Остановочный пункт был открыт в 1976 году на действующей ж/д линии Чернигов—Новобелицкая Юго-Западной железной дороги. На станции осуществляется (О) продажа билетов на поезда местного следования без багажных операций. На топографической карте n-36-135 по состоянию местности на 1986 год обозначен.

## Общие сведения
Станция представлена одной боковой платформой. Имеет 1 путь. Нет здания вокзала. Межстанционный перегон «Остановочный пункт 15 км — Каровышень» длиной 1,3 км является самым коротким по длине на линии Чернигов — Новобелицкая.

## Пассажирское сообщение
Ежедневно станция принимает бывшие пригородные поезда — поезда региональных линий эконом-класса и городских линий сообщения Кравцовка—Гомель.